# Katherine Miranda
Luvi Katherine Miranda Peña (Bogotá, 14 de diciembre de 1985) es una politóloga, política y activista colombiana.
Desde 2018 y por dos periodos consecutivos ha sido representante a la cámara por el partido Alianza Verde.

## Estudios
Politóloga de la Universidad del Rosario, con estudios en identidad y conflicto y con inmersión académica en Cultura de Paz, Cohesión Social y Diálogo Intercultural de la Universidad de Barcelona, España.

## Trayectoria política
Katherine Miranda comenzó su trayectoria de la mano de Antanas Mockus en el año 2008. Fue parte del proceso de adhesión de este político al Alianza Verde (2009). En el 2010 dirigió las juventudes en la estrategia de campaña para la candidatura a la presidencia de Antanas Mockus y Sergio Fajardo. Formó parte determinante en la construcción de un movimiento social denominado: “ Ola Verde” y fue coprotagonista de la película “La Vida es Sagrada”
Entre el 2011 – 2015 trabajó en el congreso como Jefe de Gabinete del senador Jhon Sudarsky. Durante esta etapa el despacho del senador presentó proyectos de ley enfocados, fundamentalmente, en la trasformación del sistema electoral y el desarrollo de la democracia territorial.

### Proceso de paz 2012-2016
En medio de los diálogos de paz en La Habana, se retiró de su trabajo en el Congreso, para convertirse en activista a favor proceso de paz.
Durante los diálogos desarrolló acciones de cultura ciudadana de impacto nacional apoyada por su mentor, Antanas Mockus. Estas acciones incluyen la guerra de almohadas, la serenata al expresidente Álvaro Uribe Vélez. y el acto de colocar coronas fúnebres en todas las plazas de Colombia.
En el año 2016 el presidente de Colombia convoca un plebiscito para refrendar los acuerdos de paz de La Habana-Cuba.
Ante el triunfo del No en dicho plebiscito, lideró y puso la primera carpa en el “Campamento por la paz” que se realizó en Bogotá. Este apoyo a la paz fue un referente para muchas de las movilizaciones populares realizadas en toda Colombia.

### Representante en 2022
En 2022 fue electa como representante a la cámara para el periodo 2022-2026 y se incorporó a la campaña presidencial de Gustavo Petro como jefa de debate. Si bien durante el gobierno de este se mostró en oposición a varias de las reformas propuestas.

## Reconocimientos
Miranda fue catalogada como uno de los 10 pacifistas del año 2016 y seleccionada como uno de los líderes Colombia de acuerdo al programa político de alto reconocimiento llamado: La Silla Vacía y por la tradicional cadena colombiana RCN.

## Vida personal
En agosto de 2019 se confirmó su divorcio de Jorge Eduardo Torres Camargo, su esposo, que integraba el Concejo de Bogotá. Tuvo cercanía con el congresista del Centro Democrático, Edward Rodríguez, y algunos sectores políticos y de opinión sugirieron una supuesta relación sentimental entre ellos aunque esto no fue confirmado ni por Mirando ni por Rodríguez.

## Controversias
Junto con Juanita Goebertus, Mauricio Toro y Catalina Ortiz de la Alianza Verde se apartaron de la decisión de censurar al Ministro Alberto Carrasquilla.